# Zaza del Medio
Zaza del Medio är en ort i Kuba.   Den ligger i provinsen Provincia de Sancti Spíritus, i den centrala delen av landet, 300 km öster om huvudstaden Havanna. Zaza del Medio ligger 54 meter över havet och antalet invånare är 8 667.
Terrängen runt Zaza del Medio är platt. Runt Zaza del Medio är det ganska tätbefolkat, med 129 invånare per kvadratkilometer. Närmaste större samhälle är Sancti Spíritus, 10,4 km sydväst om Zaza del Medio. Trakten runt Zaza del Medio består till största delen av jordbruksmark.